# WWE Women's Championship
El WWE Women's Championship (Campeonato Femenino de WWE, en español) es un campeonato femenino de lucha libre profesional creado y utilizado por la compañía estadounidense WWE, en su marca SmackDown. La campeona actual es Tiffany Stratton, quien se encuentra en su primer reinado.
El campeonato se creó el 3 de abril de 2016 y fue introducido por Lita en WrestleMania 32, evento en el cual se realizó un combate para definir a la primera campeona entre Charlotte Flair, entonces Campeona de Divas, Sasha Banks y Becky Lynch, lucha que fue ganada por Flair. 
Es uno de los cinco campeonatos en actividad exclusivos para la división femenina dentro del roster principal junto con el Women's World Championship, el WWE Women's Tag Team Championship, el WWE Women's United States Championship y el WWE Women's Intercontinental Championship, y uno de los cinco campeonatos creados por la compañía durante 2016. Los combates por el campeonato suelen ser regulares tanto en los shows semanales como en los eventos pago por visión (PPV).
El mismo día de su creación, este campeonato pasó a reemplazar al Campeonato de Divas —también exclusivo para la división femenina—, dejando atrás el concepto de «diva» con el cual se refería a sus luchadoras femeninas, pasando a llamarlas simplemente «superestrellas», mismo concepto que se utiliza para referirse a los luchadores masculinos. Este campeonato, a pesar de haber compartido nombre con el WWE Women's Championship, defendido entre 1956 y 2010, no posee el mismo linaje y es considerado uno completamente distinto.
Como resultado del Draft 2023, los campeonatos femeninos de Raw y SmackDown cambiaron de marca. Así, el 9 de julio de 2023, el Raw Women's Championship volvió a su nombre original, WWE Women's Championship.

## Historia
A finales de 2015, varios entes relacionados con la lucha libre profesional demostraron su interés en el Campeonato Femenino de WWE para que fuese reactivado, ya que su legado no se reflejaba en la división de las Divas. La luchadora proveniente del territorio de desarrollo NXT Sasha Banks, también demostró su interés porque el título fuese reactivado. 
Semanas antes del evento WrestleMania 32, se inició una forma de regresar un título desactivado de la WWE en el cual se formularon diversas encuestas. Unos días antes del evento, la Campeona de Divas Charlotte Flair dijo que quisiera que volviera el Campeonato Femenino de WWE, ya que sería lo mejor para la división de las mujeres.
En WrestleMania 32, Charlotte Flair defendería el Campeonato de Divas ante Becky Lynch y Sasha Banks, pero durante el Kick-Off, la miembro del Salón de la Fama Lita presentó el nuevo título ante la gran demanda, el cual reemplazaría al Campeonato de Divas. Como el Campeonato de Divas fue desactivado, la lucha por el título de la división de mujeres pasó a ser por el inaugural Campeonato Femenino de WWE, el cual marcaría la nueva generación de luchadoras, dejando en la historia el Campeonato Femenino de WWE defendido entre los años 1956 y 2010, y el Campeonato de Divas defendido en los años 2008 y 2016.
El 19 de julio en SmackDown durante el Draft, la campeona Charlotte Flair, quien había ganado el título en WrestleMania 32 fue enviada a Raw. Como resultado, fue creado el SmackDown Women's Championship para la otra marca, mientras que este campeonato fue renombrado como Raw Women's Championship.
En 2021 debido al WWE Draft el SmackDown Women's Championship se convirtió en el primer título en ser traspasado a una marca contraria a su nombre pasado a Raw siendo un título con nombre de SmackDown siendo seguidos por el Raw Women's Championship las cuales intercambiaron marcas y campeones.

## Historial de designación de marca
El campeonato fue introducido como Campeonato Femenino de WWE en WrestleMania 32 como la presea que sustituiría al Campeonato de Divas de WWE y poniéndolo en juego esa misma noche, obteniéndolo Charlotte Flair  quien se convirtió en la campeona inaugural. Para cuando se dio a conocer el campeonato, no había una extensión de marca desde 2011. Un par de meses después fueron reintroducidas las extensiones de marca, por lo que el campeonato pasó a ser exclusivo de Monday Night Raw, cambiando su nombre a Campeonato Femenino de Raw.
El campeonato permaneció como exclusivo de Raw hasta 2023, año donde la campeona de momento, Bianca Belair, fue enviada a SmackDown, sin embargo, no fue hasta que Asuka la destronó que la presea cambió su diseño además de volver a su nombre original.
| Fecha de transición | Marca     | Notas |
| ------------------- | --------- | --- |
| 19 de julio de 2016 | Raw       | La campeona femenina de WWE Charlotte fue reclutada a Raw durante el Draft de WWE 2016. El título pasó a llamarse Campeonato Femenino de Raw después de que SmackDown presentara el Campeonato Femenino de SmackDown. |
| 8 de mayo de 2023   | SmackDown | La campeona Bianca Belair fue reclutada al roster de SmackDown durante el Draft 2023. El título volvió a su nombre original, WWE Women's Championship, el 9 de junio de 2023.                                         |

## Diseño del cinturón
El cinturón del Campeonato Femenino de WWE usa el diseño del «logo de WWE Network», que fue utilizado por primera vez por el Campeonato de WWE cuando este se presentó en agosto de 2014, con algunas diferencias notables. Cuando se dio a conocer originalmente, el logotipo troquelado de WWE en la placa central estaba sobre un fondo rojo, en lugar de negro, mientras que la leyenda debajo del logotipo decía «Campeona Femenina», y la correa era más pequeña y blanca en lugar de negra. El cinturón presentaba las mismas placas laterales, separadas de la placa central por barras divisorias doradas. Como la mayoría de otros campeonato de WWE, tiene como característica que las placas laterales se pueden personalizar con el logotipo del campeón reinante; las placas laterales predeterminadas cuentan con el logotipo de WWE en un globo rojo. Este fue el primer título femenino en WWE con placas laterales personalizables. El campeonato conservó este diseño cuando se le cambió el nombre a Campeonato Femenino de Raw en septiembre de 2016.
En el episodio del 9 de junio de 2023 de SmackDown, el oficial de WWE Adam Pearce reveló un nuevo diseño para el título, cuyo nombre volvió a ser Campeonato Femenino de WWE. Utiliza el mismo diseño del «logotipo de WWE Network», pero con similitudes al Campeonato Universal Indiscutible de WWE masculino, que se presentó una semana antes en SmackDown. Conserva la correa blanca, más pequeña, y las placas laterales del diseño anterior, pero al combinar con el título masculino, el logotipo de WWE ahora está incrustado con diamantes negros sobre un fondo dorado, mientras que la leyenda debajo del logotipo ahora dice «Campeona indiscutible femenina» (aunque nunca se disputó en una lucha de unificación para que llevara el nombre «Indiscutible»; el término «Indiscutible» solo se colocó para que coincidiera con su contraparte masculina).
En lo que se ha convertido en una tradición desde el otoño de 2014, WWE ha presentado cinturones personalizados de sus campeonatos a ganadores en deportes profesionales tanto masculinos como femeninos, con placas laterales que conmemoran sus logros. En septiembre de 2018, WWE comenzó a presentarle estos cinturones a ganadoras en deportes exclusivos para mujeres (otorgándoles el diseño de color rojo). El primero de estos se le dio a Seattle Storm por ganar las Finales de la WNBA en 2018. Desde entonces, los cinturones personalizados del Campeonato Femenino se le han entregado a la Selección femenina de fútbol de los Estados Unidos por ganar la Copa Mundial Femenina de la FIFA 2019, un equipo que previamente había recibido un Campeonato WWE personalizado por esta misma hazaña en 2015, a Bianca Andreescu por ganando el US Open femenino de 2019, y al Chicago Sky por ganar las finales de la WNBA en 2021.

## Campeonas

La campeona actual, Tiffany Stratton.

El Campeonato Femenino de WWE es uno de los dos títulos de la división femenina. En 2016, éste reemplazó al de Divas y, en un principio, fue llamado Campeonato Femenino a secas. Eso, hasta la división de marcas, en donde se creó el Femenino de SmackDown, y el Femenino pasó a renombrarse a Campeonato Femenino de Raw. En su creación, se pactó una lucha para inaugurar a la nueva campeona, siendo aquel encuentro especial en el evento, WrestleMania. En aquel combate, Charlotte Flair resultó ser la campeona inaugural y desde entonces, ha habido 13 distintas campeonas oficiales repartidos en 30 reinados en total. Becky Lynch, Asuka, Rhea Ripley, Nikki A.S.H. e Iyo Sky son las cinco luchadoras no estadounidenses que han ostentado el título.
El reinado más largo  en la historia del título le pertenece a Bianca Belair, quien mantuvo el campeonato por 420 días en su primer reinado. La siguen Becky Lynch, con 398 días en su primer reinado, y Ronda Rousey, con 231 días en su primer reinado. Rousey, además, posee el récord de ser la primera mujer en la historia en ser campeona de peso gallo femenino de UFC y de WWE (tanto de Raw como de SmackDown). En tanto, el reinado más corto también le pertenece a Bianca Belair con 1 minuto en su segundo reinado.
En cuanto a los días en total como campeona (un acumulado entre la suma de todos los días de los reinados individuales de cada luchadora), Becky Lynch posee el primer lugar, con 560 días en dos reinados. Le siguen Bianca Belair (con 420 días en dos reinados) y Alexa Bliss (con 396 días en tres reinados).
La campeona más joven en la historia es Sasha Banks, quien a los 24 años y 181 días derrotó a Charlotte en una edición de Raw en julio de 2016. En contraparte, la campeona más vieja es Asuka, quien a los 41 años y 243 días ganó el campeonato en Night of Champions 2023 tras derrotar a Bianca Belair. En cuanto al peso de las campeonas, Nia Jax es la más pesada, con 123 kilogramos, mientras que Alexa Bliss es la más liviana, con 46 kilogramos. 
Por último, Charlotte Flair es la luchadora con mayor número de reinados, portando el título en 6 ocasiones.

### Campeona actual
La campeona actual es Tiffany Stratton, quien se encuentra en su primer reinado. Stratton  ganó el título tras derrotar a la excampeona Nia Jax el 3 de enero de 2025 en SmackDown.
Stratton registra hasta el 16 de agosto de 2025 las siguientes defensas televisadas:
1. vs. Bayley (17 de enero de 2025, SmackDown)
2. vs. Nia Jax (14 de febrero de 2025, SmackDown) — Por descalificación
3. vs. Charlotte Flair (19 de abril de 2025, WrestleMania 41)
4. vs. Nia Jax (16 de mayo de 2025, SmackDown)
5. vs. Nia Jax (27 de junio  de 2025, SmackDown)
6. vs. Trish Stratus (13 de julio de 2025, Evolution)
7. vs. Jade Cargill (2 de agosto de 2025, SummerSlam)

### Lista de campeonas
| N.º           | Campeona         | Lucha                   | Lucha                      | Lucha                         | Estadísticas | Estadísticas | Estadísticas      | Notas y referencias |
| N.º           | Campeona         | Fecha                   | Evento                     | Ubicación                     | Reinado      | Días         | Días rec. por WWE | Notas y referencias |
| ------------- | ---------------- | ----------------------- | -------------------------- | ----------------------------- | ------------ | ------------ | ----------------- | --- |
| WWE           |                  |                         |                            |                               |              |              |                   | |
| 1             | Charlotte        | 3 de abril de 2016      | WrestleMania 32            | Arlington, Texas              | 1            | 113          | 113               | Derrotó a Sasha Banks y Becky Lynch para convertirse en la campeona inaugural, desactivando el Campeonato de Divas en el proceso. |
| WWE Raw       |                  |                         |                            |                               |              |              |                   | |
| 2             | Sasha Banks      | 25 de julio de 2016     | Raw                        | Pittsburgh, Pensilvania       | 1            | 27           | 26                | [ 17 ] |
| 3             | Charlotte        | 21 de agosto de 2016    | SummerSlam                 | Brooklyn, Nueva York          | 2            | 43           | 43                | El 5 de septiembre de 2016, el título se renombró como Raw Women's Championship. |
| 4             | Sasha Banks      | 3 de octubre de 2016    | Raw                        | Los Ángeles, California       | 2            | 27           | 27                | [ 19 ] |
| 5             | Charlotte Flair  | 30 de octubre de 2016   | Hell in a Cell             | Boston, Massachusetts         | 3            | 29           | 29                | Fue un Hell in a Cell match. Antes conocida como Charlotte. |
| 6             | Sasha Banks      | 28 de noviembre de 2016 | Raw                        | Charlotte, Carolina del Norte | 3            | 20           | 19                | Fue un Falls Count Anywhere match. |
| 7             | Charlotte Flair  | 18 de diciembre de 2016 | Roadblock: End of the Line | Pittsburgh, Pensilvania       | 4            | 57           | 57                | Fue un Iron Man match de 30 minutos, que se definió en muerte súbita. |
| 8             | Bayley           | 13 de febrero de 2017   | Raw                        | Las Vegas, Nevada             | 1            | 76           | 75                | [ 23 ] |
| 9             | Alexa Bliss      | 30 de abril de 2017     | Payback                    | San José, California          | 1            | 112          | 111               | Con esto Alexa se convirtió en la primera mujer en la historia en ser campeona femenina de SmackDown y de Raw. |
| 10            | Sasha Banks      | 20 de agosto de 2017    | SummerSlam                 | Brooklyn, Nueva York          | 4            | 8            | 8                 | [ 25 ] |
| 11            | Alexa Bliss      | 28 de agosto de 2017    | Raw                        | Memphis, Tennessee            | 2            | 223          | 222               | [ 26 ] |
| 12            | Nia Jax          | 8 de abril de 2018      | WrestleMania 34            | Nueva Orleans, Luisiana       | 1            | 70           | 70                | [ 27 ] |
| 13            | Alexa Bliss      | 17 de junio de 2018     | Money in the Bank          | Rosemont, Illinois            | 3            | 63           | 63                | Usó su oportunidad del Miss Money in the Bank. |
| 14            | Ronda Rousey     | 19 de agosto de 2018    | SummerSlam                 | Brooklyn, Nueva York          | 1            | 232          | 231               | Con esto Rousey se convirtió en la primera mujer en la historia en ser campeona de peso gallo femenino de UFC y de Raw. |
| 15            | Becky Lynch      | 7 de abril de 2019      | WrestleMania 35            | East Rutherford, Nueva Jersey | 1            | 373          | 398               | Derrotó a Ronda Rousey y Charlotte Flair en un Winner Takes All match, donde el Campeonato Femenino de SmackDown de Flair también estuvo en juego. |
| 16            | Asuka            | 10 de mayo de 2020      | Money in the Bank          | Stamford, Connecticut         | 1            | 95           | 77                | Lynch dejó el título vacante después de anunciar su embarazo y su retiro temporal. Como Asuka era Miss Money in the Bank sería la campeona ya que no era por un contrato, si no por el mismo campeonato. Como consecuencia, Asuka fue la segunda Campeona Grand Slam y la primera en ganar todos los logros y títulos femeninos de WWE. |
| 17            | Sasha Banks      | 27 de julio de 2020     | Raw                        | Orlando, Florida              | 5            | 34           | 26                | Derrotó a Asuka por conteo fuera. Con esto Banks se convirtió en la primera mujer en ser campeona femenina de Raw y de parejas simultáneamente. Como consecuencia, The Golden Role Models fueron el primer equipo en poseer todos los títulos femeninos del main roster.                                                                |
| 18            | Asuka            | 23 de agosto de 2020    | SummerSlam                 | Orlando, Florida              | 2            | 231          | 231               | [ 33 ] |
| 19            | Rhea Ripley      | 11 de abril de 2021     | WrestleMania 37            | Tampa, Florida                | 1            | 98           | 97                | Con esto Rhea se convirtió en la primera mujer en la historia en ser campeona femenina de NXT UK, NXT y de Raw. |
| 20            | Charlotte Flair  | 18 de julio de 2021     | Money in the Bank          | Fort Worth, Texas             | 5            | 1            | 2                 | [ 35 ] |
| 21            | Nikki A.S.H.     | 19 de julio de 2021     | Raw                        | Dallas, Texas                 | 1            | 33           | 32                | Usó su oportunidad del Miss Money in the Bank. |
| 22            | Charlotte Flair  | 21 de agosto de 2021    | SummerSlam                 | Paradise, Nevada              | 6            | 62           | 61                | Derrotó a Nikki A.S.H. y Rhea Ripley. |
| 23            | Becky Lynch      | 22 de octubre de 2021   | SmackDown                  | Wichita, Kansas               | 2            | 162          | 161               | Debido al Draft, Charlotte Flair y la Campeona Femenina de SmackDown Becky Lynch, intercambiaron sus campeonatos femeninos ya que ambas luchadoras cambiaron de marca. |
| 24            | Bianca Belair    | 2 de abril de 2022      | WrestleMania 38            | Arlington, Texas              | 1            | 420          | 419               | Éste es el reinado más largo de la historia del campeonato. |
| WWE SmackDown |                  |                         |                            |                               |              |              |                   | |
| 25            | Asuka            | 27 de mayo de 2023      | Night of Champions         | Yeda, Arabia Saudita          | 3            | 70           | 70                | Fue la primera vez en que el campeonato se ganó fuera de Estados Unidos. El nombre del título volvió a ser Campeonato Femenino de WWE el 9 de junio de 2023. Además, se introdujo un nuevo diseño del mismo. |
| 26            | Bianca Belair    | 5 de agosto de 2023     | SummerSlam                 | Detroit, Míchigan             | 2            | 0            | 0                 | Derrotó a Asuka y Charlotte Flair. Éste es el reinado más corto en la historia del campeonato. |
| 27            | Iyo Sky          | 5 de agosto de 2023     | SummerSlam                 | Detroit, Míchigan             | 1            | 246          | 245               | Usó su oportunidad del Miss Money in the Bank. |
| 28            | Bayley           | 7 de abril de 2024      | WrestleMania XL            | Filadelfia, Pensilvania       | 2            | 118          | 117               | [ 43 ] |
| 29            | Nia Jax          | 3 de agosto de 2024     | SummerSlam                 | Cleveland, Ohio               | 2            | 153          | 153               | [ 44 ] |
| 30            | Tiffany Stratton | 3 de enero de 2025      | SmackDown                  | Phoenix, Arizona              | 1            | 225+         | 225+              | Usó su oportunidad del Miss Money in the Bank. |

### Total de días con el título

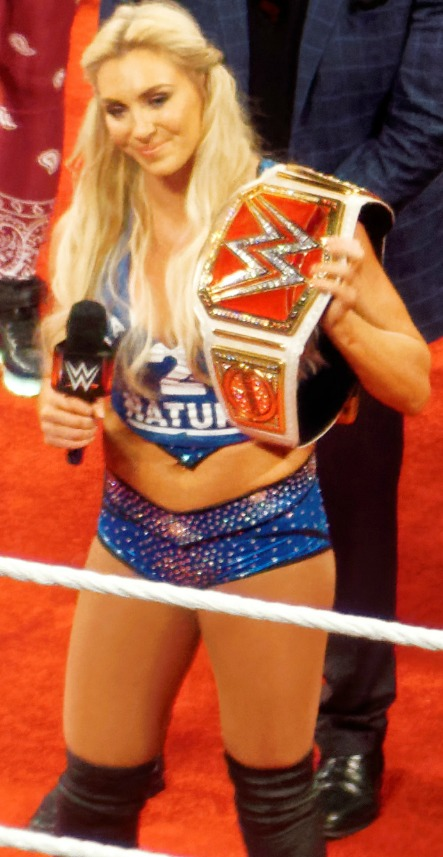
La inaugural y seis veces campeona, Charlotte Flair.

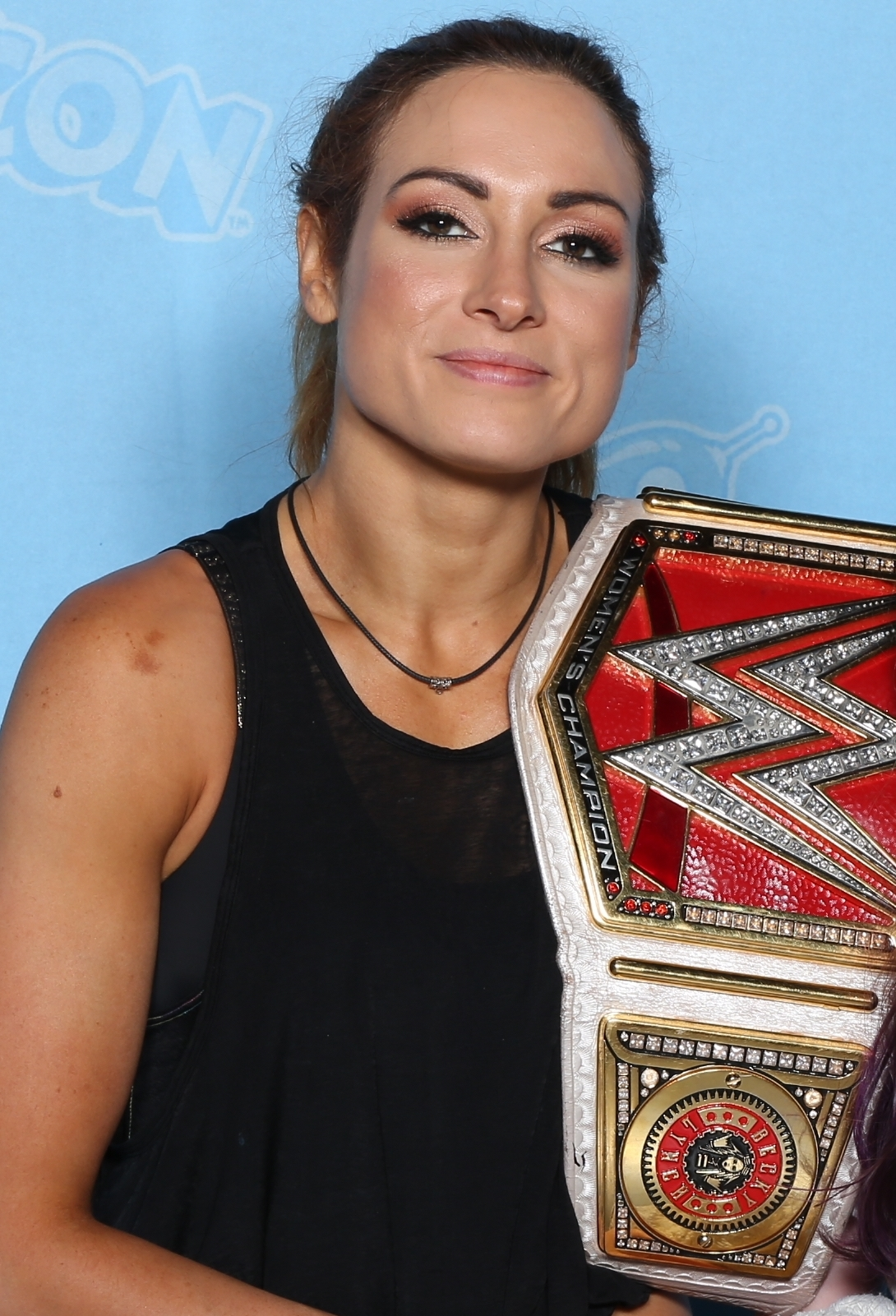
La dos veces campeona y poseedora del reinado combinado más largo, con 559 días, Becky Lynch.

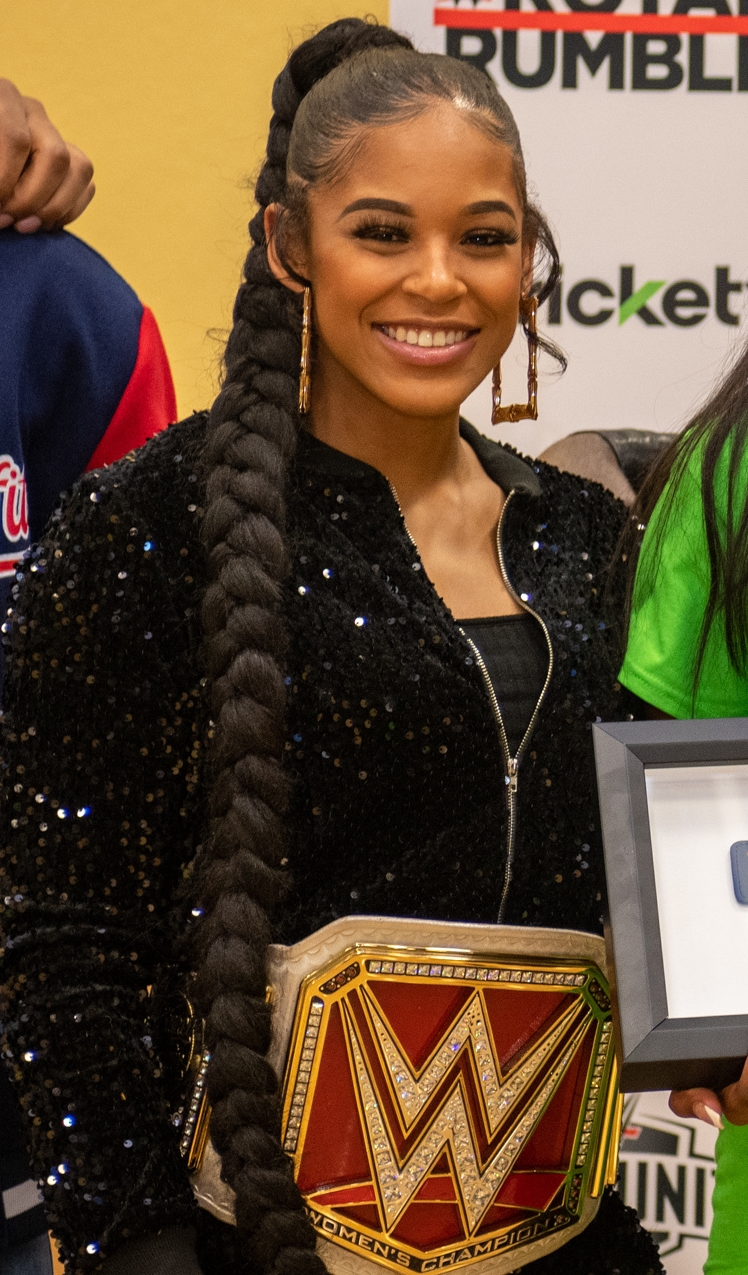
Bianca Belair posee el récord como campeona reinante, con 420 días.

La siguiente lista muestra el total de días que una luchadora ha poseído el campeonato si se suman todos los reinados que posee. Actualizado a la fecha del 16 de agosto de 2025.
| + | Indica a la campeona actual. |

| N.º | Luchadora        | Reinados | Días combinados | Reconocidos por WWE |
| --- | ---------------- | -------- | --------------- | ------------------- |
| 1   | Becky Lynch      | 2        | 535             | 559                 |
| 2   | Bianca Belair    | 2        | 420             | 419                 |
| 3   | Alexa Bliss      | 3        | 398             | 396                 |
| 4   | Asuka            | 3        | 396             | 378                 |
| 5   | Charlotte Flair  | 6        | 305             | 305                 |
| 6   | Iyo Sky          | 1        | 246             | 245                 |
| 7   | Ronda Rousey     | 1        | 232             | 231                 |
| 8   | Tiffany Stratton | 1        | 225+            | 225+                |
| 9   | Nia Jax          | 2        | 223             | 223                 |
| 10  | Bayley           | 2        | 194             | 192                 |
| 11  | Sasha Banks      | 5        | 116             | 106                 |
| 12  | Rhea Ripley      | 1        | 98              | 97                  |
| 13  | Nikki A.S.H.     | 1        | 33              | 32                  |

### Mayor cantidad de reinados
| Reinados | Luchadora (s)                               |
| -------- | ------------------------------------------- |
| 6 veces  | Charlotte/Charlotte Flair                   |
| 5 veces  | Sasha Banks                                 |
| 3 veces  | Alexa Bliss, Asuka                          |
| 2 veces  | Becky Lynch, Bianca Belair, Bayley, Nia Jax |